# Сезон збірної СРСР з футболу 1954
| Збірна СРСР у сезоні 1954 | Збірна СРСР у сезоні 1954 |
| ------------------------- | ------------------------- |
| Старший тренер            | Василь Соколов            |
| Капітан                   | Ігор Нетто                |
| Бомбардир                 | Сергій Сальников (3 голи) |
| Попередній сезон          | 1952                      |
| Наступний сезон           | 1955                      |

1954 року збірна СРСР провела два товариських матча під керівництвом нового тренера — Василя Соколов. У першому здобула переконливу перемогу над шведами. У другому зафіксована нічия з віце-чемпіонами світу — збірною Угорщини.
В іграх брали участь тринадцять футболістів з п'яти клубів: «Спартак» — 7, «Динамо» (Москва) — 3, «Динамо» (Тбілісі), «Зеніт» і ЦБЧА — по одному. Зі складу 1952 залишилося четверо гравців: захисник Анатолій Башашкін, півзахисник Ігор Нетто та нападники Автанділ Гогоберідзе і Анатолій Ільїн. Перші двоє захищали кольори національної команди в усіх матчах протягом двох сезонів.
Товариський матч.
| 8 вересня 1954 |

| СРСР                                                                           | 7 — 0 | Швеція |
| ------------------------------------------------------------------------------ | ----- | ------ |
| Симонян 6', 70' Ільїн 8' Андерссон 25' (аг) Гогоберідзе 40' Сальников 63', 83' | Звіт  |        |

| «Динамо» (Москва) Глядачів: 54 000 Арбітр: Вільям Лінг (Англія) |

|                |                      |  |
|                |                      |  |
| ВР             | Лев Яшин             |  |
| ЗХ             | Микола Тищенко       |  |
| ЗХ             | Анатолій Башашкін    |  |
| ЗХ             | Юрій Сєдов           |  |
| ПЗ             | Олексій Парамонов    |  |
| ПЗ             | Ігор Нетто           |  |
| НП             | Борис Татушин        |  |
| НП             | Автанділ Гогоберідзе |  |
| НП             | Микита Симонян       |  |
| НП             | Сергій Сальников     |  |
| НП             | Анатолій Ільїн       |  |
| Тренер:        |                      |  |
| Василь Соколов |                      |  |

|                |                     |     |
|                |                     |     |
| ВР             | Каллє Свенссон      |     |
| ЗХ             | Карл-Ерік Андерссон |     |
| ЗХ             | Урвар Бергмарк      |     |
| ЗХ             | Свен-Ове Свенссон   |     |
| ПЗ             | Бенгт Густавссон    | 46' |
| ПЗ             | Густав Лінд         |     |
| НП             | Курт Хамрін         |     |
| НП             | Нільс-Оке Сандель   |     |
| НП             | Йон Ерікссон        |     |
| НП             | Генрі Тільберг      |     |
| НП             | Йоста Сандберг      |     |
| Заміна:        |                     |     |
| ПЗ             | Леннарт Самуельссон | 46' |
| Тренер:        |                     |     |
| Йонас Ерікссон |                     |     |

Товариський матч.
| 26 вересня 1954 |

| СРСР          | 1 — 1 | Угорщина  |
| ------------- | ----- | --------- |
| Сальников 14' | Звіт  | Кочиш 59' |

| «Динамо» (Москва) Глядачів: 54 000 Арбітр: Артур Елліс (Англія) |

|                |                      |     |
|                |                      |     |
| ВР             | Лев Яшин             |     |
| ЗХ             | Микола Тищенко       |     |
| ЗХ             | Анатолій Башашкін    |     |
| ЗХ             | Юрій Сєдов           | 86' |
| ПЗ             | Юрій Войнов          |     |
| ПЗ             | Ігор Нетто           |     |
| НП             | Борис Татушин        |     |
| НП             | Автанділ Гогоберідзе |     |
| НП             | Микита Симонян       |     |
| НП             | Сергій Сальников     |     |
| НП             | Анатолій Ільїн       |     |
| Заміна:        |                      |     |
| ЗХ             | Борис Кузнецов       | 86' |
| Тренер:        |                      |     |
| Василь Соколов |                      |     |

|              |                  |     |
|              |                  |     |
| ВР           | Дьюла Грошич     |     |
| ЗХ           | Єне Бузанські    |     |
| ЗХ           | Пал Вархіді      | 35' |
| ЗХ           | Міхай Лантош     |     |
| ПЗ           | Йожеф Божик      |     |
| ПЗ           | Ференц Сойка     |     |
| НП           | Ласло Будаї      |     |
| НП           | Шандор Кочиш     |     |
| НП           | Нандор Хідегкуті |     |
| НП           | Ференц Пушкаш    |     |
| НП           | Мате Феньвеші    |     |
| Заміна:      |                  |     |
| ЗХ           | Анталь Котас     | 35' |
| Тренер:      |                  |     |
| Густав Шебеш |                  |     |